# Marinemuseum (Den Helder)

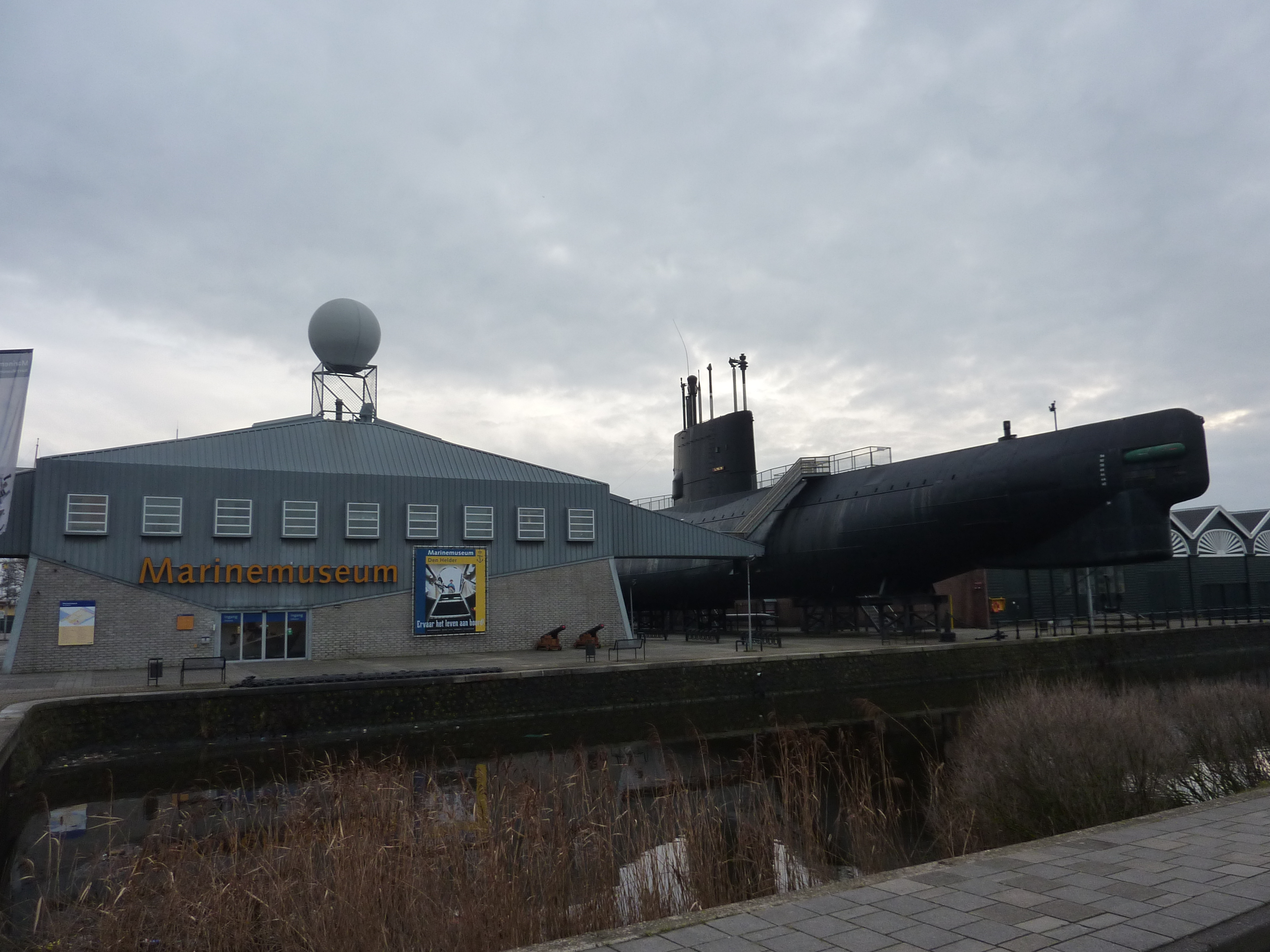
Het Marinemuseum met de onderzeeboot Tonijn

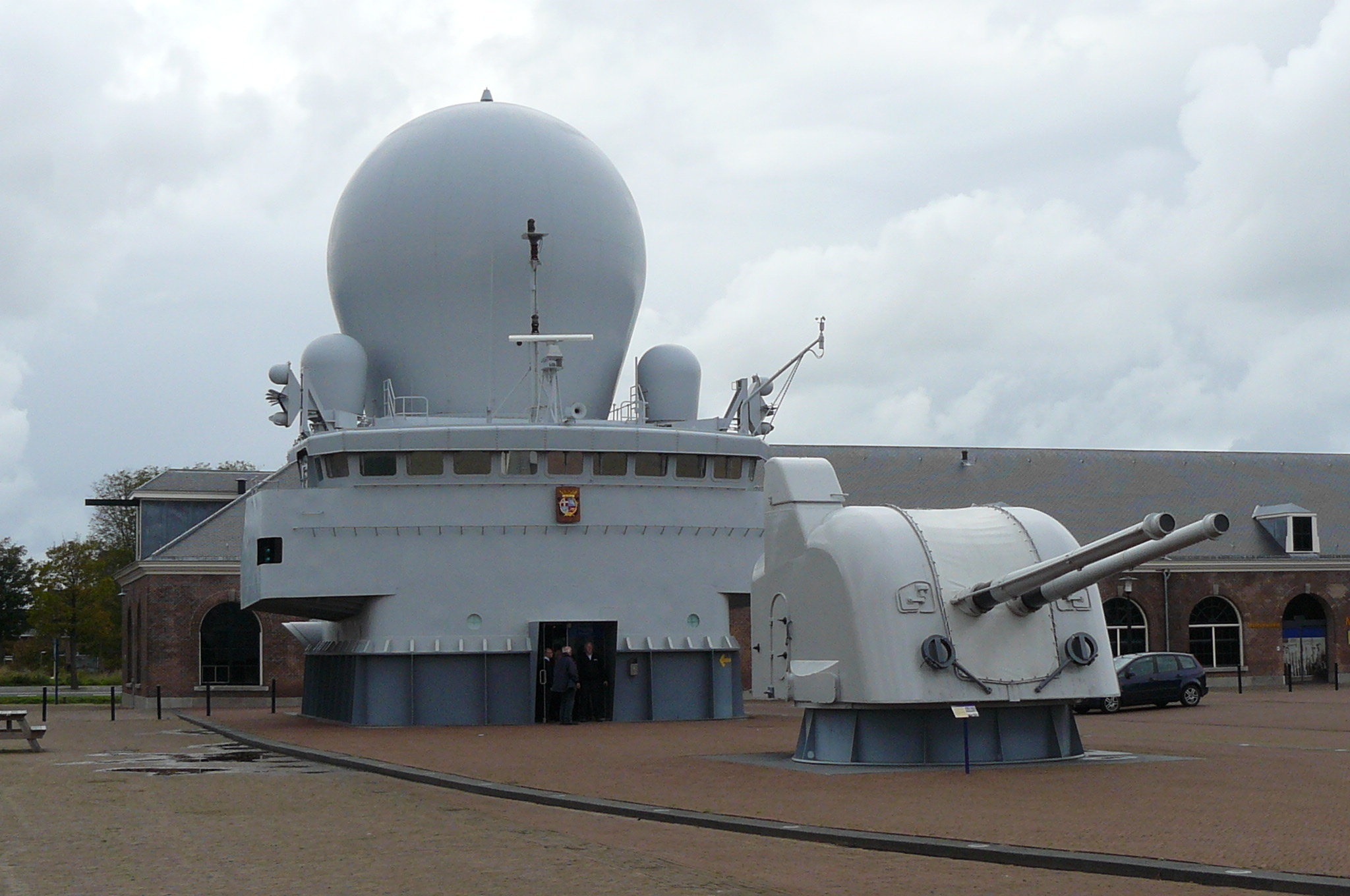
Brugdeel van De Ruyter

Het  Marinemuseum is een maritiem museum in de Noord-Hollandse stad Den Helder. Het museum ligt op de voormalige marinewerf Willemsoord en is ondergebracht in de Stichting Koninklijke Defensiemusea (SKD). Het museum bestaat uit enkele gebouwen aan de wal en enkele schepen aan de kade. In de gebouwen zijn vaste en wisselende tentoonstellingen te zien, deels over de geschiedenis van de marine en deels over de technische ontwikkelingen.

## Geschiedenis
In augustus 1962 opende het Marinemuseum in het Peperhuisje op het Havenplein in Den Helder. Dit gebouwtje heeft echter nooit als peperhuisje dienstgedaan. Het originele peperhuisje stond zo'n honderd meter zuidelijker. Het museum was gevestigd op de zolder van dit gebouwtje en er waren vuurwapens, uniformen, een periscoop en modellen van schepen en vliegtuigen te aanschouwen.
Het museum verhuisde in 1965 naar 't Torentje op rijkswerf Willemsoord. Dit gebouw wordt zo genoemd vanwege de klokkentoren, de klok gaf de aanvangs- en sluitingstijd van de rijkswerf aan. Het pand werd omstreeks 1823 gebouwd voor de opslag van licht ontvlambare stoffen.
In 1993 werd de onderzeeboot Tonijn op het droge gebracht en werd het onderdeel van het museum. Het deed dienst tot 1991 en ligt tentoongesteld naast het huidige entreegebouw. Dit entreegebouw werd in 1995 gebouwd. De Traditiekamer Willemsoord werd in 1997 onderdeel van het Marinemuseum.
De permanente expositie Schip en Werf opende in 2006 in de voormalige geschutmakerij van de oude rijkswerf. Het gebouw uit 1825, oorspronkelijk als magazijn dienende, werd in 1915 verbouwd tot geschutmakerij.
In 2012 en 2013 werd het museum door ANWB-leden verkozen tot leukste uitje van Noord-Holland.
Het is de bedoeling om het Marinemuseum in 2026 grootscheeps te verbouwen. Hiervoor is door het Ministerie van Defensie €40 miljoen beschikbaar gesteld.

## Schepen
Er liggen drie museumschepen, die deel uitmaken van de collectie:
- de onderzeeboot Tonijn uit de 60'er jaren van de 20ste eeuw en opengesteld sinds 1994,
- het ramschip Schorpioen uit 1868 en sinds 2000 opengesteld en
- de mijnenveger Hr.Ms. Abraham Crijnssen uit 1937 en opengesteld sinds 1997.

Op het terrein bij het museum staat ook het brughuis van de Hr.Ms. De Ruyter. Na de uitdiensttreding werden het brughuis, de kenmerkende 3D-radarbol en de geschuttoren van de Hr.Ms. Tromp als industrieel erfgoed aangemerkt. De 3D-radar in de bol gaf de richting, afstand én hoogte van objecten aan. Tot 1973 stond de geschuttoren, met twee kanons van 12 cm, op de torpedobootjager Hr.Ms. Gelderland, vervolgens op de Tromp en is nu een publieksattractie van het museum.